# Paramelomys platyops
Espèce
Synonymes
- Uromys platyops Thomas, 1906
- Melomys platyops (Thomas, 1906)

Statut de conservation UICN

 LC  : Préoccupation mineure
Paramelomys platyops est une espèce de rongeurs de la famille des Muridés.

## Description
Il mesure de 97 à 158 mm de long, la longueur de la queue étant de 105 à 125 mm et pèsent entre 65 et 102 g. Le dos est brun, le ventre gris, les flancs sont plus clairs que le dos. Le pelage est doux. La queue est sombre sur le dessus et plus claire sur le dessous. Les pieds sont étroits. Les femelles ont 4 mamelles. Il y a des variations géographiques au sein de P. platyops. Les spécimens vivant à une altitude relativement élevée (1200 m) sont généralement plus petits que les animaux de plaine[réf. nécessaire].
On a retrouvé de fossiles datant de la fin du Pléistocène (Aplin et al, 1999). 

## Répartition
Elle est présente en Indonésie et Papouasie-Nouvelle-Guinée du niveau de la mer jusqu'à 1 000 m d'altitude. Outre en Nouvelle-Guinée, cette espèce a été observée sur les îles du Golfe de Cenderawasih (Indonésie), dans l'archipel Bismarck et dans la baie de Milne (Papouasie-Nouvelle-Guinée).